# Institut (Catalunya)
|  | No s'ha de confondre amb Institut d'Educació Secundària. |

Un institut és un centre educatiu de titularitat pública on s'imparteix l'educació secundària. El nom es va fer oficial el 29 de juliol de 2009, això només és per a Catalunya, a Espanya continua dient-se Institut d'educació secundària. A Espanya l'abreviatura els INS distingeix els centres de titularitat pública, mentre que col·legi es reserva per als de titularitat privada. A França el lycée només comprèn els tres darrers anys d'escolarització i al centre i nord d'Europa els gymnasium poden incloure altres especialitats formatives a més de la secundària.
Els centres públics catalans, anomenats «institut escola», apleguen estudiants des del segon cicle d'educació infantil fins a l'educació secundària obligatòria.